# Хиллсуик
Хиллсуик (англ. Hillswick) — деревня в северо-западной части острова Мейнленд в архипелаге Шетландских островов.

## География
Расположена на берегу залива Сент-Магнус в юго-западной части полуострова Нортмэйвин, соединённого с основной частью Мейнленда узким перешейком Мэйвис-Гринд.

## Политика и власть
Пожарно-спасательная станция в Хиллсуике со штатом в двенадцать человек имеет дело с чрезвычайными ситуациями, включая пожары и дорожно-транспортные происшествия.

## Экономика
В Хиллсуик заходит шестикилометровое ответвление автодороги «A970» (Норт-Ро — Скалловей — Леруик — Самборо — Грутнесс). Дорога «B9078» ведёт из деревни на запад, вдоль берега, к мысу Эша-Несс и деревне Стеннесс.
Гостиница «St Magnus Bay Hotel» построена в 1900 году. Деревянное здание на бетонном фундаменте в 1977 году включено в список памятников архитектуры категории «C»..